# Макарівська селищна територіальна громада
Макарівська селищна територіальна громада — територіальна громада в Україні, в Бучанському районі Київської області. Адміністративний центр — селище Макарів.
Площа громади — 1013,85 км², населення — 28 700 осіб (2022).
Утворена 12 червня 2020 року шляхом об'єднання Макарівської та Кодрянської селищних рад, Андріївської, Борівської, Великокарашинської, Гавронщинської, Забуянської, Колонщинської, Комарівської, Копилівської, Королівської, Липівської, Людвинівської, Маковищанської, Мар'янівської, Мотижинської, Наливайківської, Небелицької, Ніжиловицької, Пашківської, Плахтянської, Рожівської, Ситняківської, Фасівської, Червонослобідської, Юрівської сільських рад Макарівського району.

## Населені пункти
У складі громади 2 селища (Кодра, Макарів) і 47 сіл:
- Андріївка
- Березівка
- Борівка
- Великий Карашин
- Вишеград
- Вітрівка
- Волосінь
- Гавронщина
- Забуяння
- Завалівка
- Зурівка
- Калинівка
- Колонщина
- Комарівка
- Копилів
- Копіївка
- Королівка
- Липівка
- Лисиця
- Лозовик
- Людвинівка
- Макарівська Буда
- Маковище
- Малий Карашин
- Мар'янівка (кол. Колонщинська с/р)
- Мар'янівка (кол. Мар'янівська с/р)
- Миколаївка
- Мотижин
- Наливайківка
- Небелиця
- Ніжиловичі
- Новомирівка
- Пашківка
- Плахтянка
- Почепин
- Рожів
- Садки-Строївка
- Северинівка
- Ситняки
- Соболівка
- Фасівочка
- Фасова
- Ферма
- Червона Гірка
- Червона Слобода
- Шнурів Ліс
- Юрів

## Старостинські округи
28 жовтня 2021 року в Макарівській громаді утворено 24 старостинські округи, а саме:
- Андріївський (Андріївка, Червона гірка);
- Борівський(Борівка, Садки-Строєвка, Лисиця, Шнурів Ліс);
- Великокарашинський (Великий Карашин, Малий Карашин);
- Гавронщинський (Гавронщина);
- Забуянський (Забуяння, Макарівська Буда, Соболівка, Волосінь);
- Калинівський (Калинівка, Фасівочка);
- Кодрянський (Кодра);
- Колонщинський (Колонщина, Мар'янівка, Березівка, Миколаївка);
- Комарівський (Комаріка);
- Копилівський (Копилів, Северинівка);
- Королівський (Королівка, Ферма, Новомирівка);
- Липівський (Липівка, Лозовик);
- Маковищанський (Маковище, Вишеград);
- Мар'янівський (Мар'янівка);
- Мотижинський (Мотижин);
- Наливайківський (Наливайківка, Почепин);
- Небелицький (Небелиця);
- Ніжиловицький (Ніжиловичі);
- Пашківський (Пашківка, Вітрівка);
- Плахтянський (Пляхтянка);
- Ситняківський (Ситняки);
- Фасівський (Фасова, Людвинівка);
- Червоно-Слобідський (Червона Слобода, Рожів);
- Юрівський (Юрів, Завалівка, Копіївка, Зурівка).

## Інфраструктура
Важливе значення для економіки громади має автомобільна траса E40М06 (Київ—Чоп), що ділить Макарівську громаду на північну і південну частини. Загалом на території громади розташовані 10 підприємств[джерело?].

## Символіка
Герб Макарівської громади затверджено 7 червня 2021 р. виконавчим комітетом Макарівської селищної ради.
Головним елементом герба є щит: на золотій хвилястій балці червоний круглий щиток зі золотою грецькою літерою «Дельта», обабіч нього по синьому лапчастому хресту; у верхньому синьому полі срібна церква з трьома банями, у нижньому зеленому полі — золота «пальчата» фібула.
Хвиляста балка присутня в гербах Макарова й колишнього Макарівського району.
Фібула VI—VII ст. належить до 4-ї типологічної групи «пальчатих фібул» Пеньківської культури, яка належала давнім слов'янам. Фібули такого типу знаходили на території громади, що свідчить про проживання на теренах громади наших предків слов'ян.
Золота «Дельта» у червоному полі є гербом роду Тупталів, які довгий час мешкали у Макарові. А Сава Туптало був макарівським сотником у війську Богдана Хмельницького. Лапчасті хрести, які ще називають «козацькими», уособлюють дві козацькі сотні — макарівську та рожівську.
Зображення церкви, яка була збудована Савою Тупталом у Макарові. Креслення було виявлено у «альбомі Януша Радзивілла». У XVII ст. храми з такою архітектурною функціонували у багатьох селах сучасної Макарівської громади.
Додатковими елементами герба є стилізований бароковий картуш та срібна мурована корона. Картуш засвідчує глибокі традиції української культури і, зокрема, геральдики. Корона вказує на статус громади як селищної.

## Географія
Територія громади майже повністю належить до українського Полісся. Ґрунти піщані, супіщані та суглинкові, на заболочених ділянках — торф'яні. Клімат м'який, помірний. На території громади є корисні копалини: торф, будівельний пісок, граніт, карбонатна сировина, цегляно-черепична глина.

## Екскурсійні об'єкти
- Будинок Барона фон Мекка (с. Копилів)
- Змієві вали
- Історико-краєзнавчий музей (смт Макарів)